# Король Антін
Анті́н Коро́ль (30 жовтня 1896, с. Соколів, нині Золотопотіцька селищна громада, Чортківський район, Тернопільська область — 26 липня 1966, Венесуела) — український учений, інженер-проєктант, громадський діяч у Венесуелі. Член НТШ у Канаді.

## Життєпис
Народився 30 жовтня 1896 року в с. Соколові, нині Чортківського району Тернопільської области, Україна (тоді Бучацький повіт, Королівство Галичини і Володимирії, Австро-Угорщина).
Навчався в Бучацькій цісарсько-королівській (державній) та українській гімназії в Тернополі (1911—1914, р. у навчальному році 1913/1914 був учнем VIIb класу, його однокласником був Мариян Крушельницький). Воював у складі Легіону УСС (розвідка, разом з В. Гузаром запобіг арешту Норберта Рибака). Був перекладачем при австрійському полку, мав ранг (звання) хорунжого. Поручник УГА. Студіював гірничу інженерію у Високій гірничій академії в Пржибрамі (Чехословаччина). Був діяльним у студентських організаціях.
У другій половині 1920-х повернувся до Бучача, став керівником повітової філії українського товариства «Луг», організував улітку 1928 р. перший з'їзд «Лугів» Бучаччини (на огляд приїхав Роман Дашкевич). Є автором проєкту «Народного Дому» в селі Цвітова. На початку 1930-х виїхав до Львова.
Став членом УНДО, брав участь у суспільній праці, виборах до Сейму 1928 р. У 1932—1933 роках нострифікував диплом, щоб відкрити приватну канцелярію землеміра. У 1930—1937 році працював при воєводському землемірському відділі в Тернополі. 1937 р. покинув державну службу, став заприсяженим землеміром у Бучачі.
Під час другої світової війни опинився разом з іншими бучачанами в Німеччині. 1947 року разом із дружиною і сином переселився до Каракасу, де отримав працю при міністерстві комунікації у відділі будови летовищ, швидко опанував іспанську. Брав участь у проєктуванні, будівництві, перебудові багатьох летовищ у Венесуелі, у розбудові урбанізованих околиць Каракасу. 1963 р. міністерство освіти й виховання Венесуели іменувало його професором університету в Суідад-Боліварі, де викладав геодезію, мірництво.
Діяльний в українських громадських об'єднаннях:
- голова парохіяльного комітету Української католицької церкви в Каракасі (від заснування до смерти),
- містоголова «Української громади» (Каракас),
- засновник секцій інженерів, комбатантів, спортивної секції товариства «Чорноморці».[1]

Автор праці «Вища геодезія у щоденній практиці кожного інженера».
Помер раптово.

### Сім'я
Син Богдан, інженер за фахом, народився в Бучачі, закінчив вищі студії в Університеті Тулиса, проживав у Венесуелі, надав для видання книги «Бучач і Бучаччина» 100$.